# FNN Live News α
『FNN Live News α』（エフエヌエヌ・ライブ・ニュース・アルファ）は、フジテレビ系列で2019年（平成31年）4月2日から毎週月曜日から木曜日 23:30 - 翌0:15（JST）及び土曜日 0:00 - 0:45（金曜日深夜、JST）に生放送されている平日深夜最終版の報道番組。新聞番組表では『ニュースα』とクレジットされている。

## 概要
フジテレビは、2019年4月改編で、ニュース番組を『Live News』としてブランドを統一した上でリニューアルし、1年間放送されていた『FNNプライムニュース α』のリニューアル版番組として放送開始した。
当番組の番組コンセプトは、前々身番組『THE NEWSα』と同じ「いま、使える情報を＋α」。番組の内容・構成としては『THE NEWSα』→『 - プライムニュース α』時代のものをそのまま引き継ぎ、働く人の役に立つ経済ニュースを主体に放送している。番組テーマカラーは   紫、速報は   赤、訃報は   灰色。メーンキャスターは三田友梨佳（月 - 木曜）と内田嶺衣奈（金曜）で担当。
2020年3月30日から6月12日までの間、当番組での新型コロナウイルス感染拡大対策として制作班を週前半（月 - 水曜担当）と週後半（木曜・金曜担当）に分かれて放送していくこととなった。それに伴いキャスターも月 - 水曜を三田、木曜・金曜は内田と分担して担当することになった。4月23日からは木曜日のスポーツ担当が内野泰輔から鈴木唯に変更となった。また、4月6日からはコメンテーターは自宅からのリモート出演となった。フィールドキャスターの今湊敬樹と安宅晃樹は従来から担当曜日が「月 - 水曜」「木・金曜」担当のため変更は無かった。2020年6月15日から再び通常の出演曜日に戻っているが、コメンテーターは引き続き自宅からのリモート出演となっている。
2020年9月28日から解説委員として風間晋がレギュラー出演となった。また関東地方のみ表示されていた時刻・天気ループ表示が廃止。代わりにメインディスプレイの表示がリニューアルされ、そのディスプレイ右上に現在時刻が表示されるようになった。また、番組ロゴが全国送出で左上に表示されるようになった。右上テロップのサイズが若干小さくなり、コメンテーターが発言する際のテロップがリニューアルされた。同日の『Live News イット!』（旧『Live News it!』）のリニューアルでスタジオの構成を一部変更したことに伴い、同番組もディスプレイの位置が変更され、キャスターは座らずディスプレイの右側に立ってニュースを伝えるようになった。同年9月30日からは左上の番組ロゴにアニメーションが加えられた。
2021年10月4日より、テーマ曲が変更された。番組開始当初から使われていたテーマ曲に、アレンジが加えられたものになった。また、従来CM前BGMは番組で全て同一のものを使用していたが、一部は他のCM前と異なり新しく作られた。また、解説前のαアイキャッチ、スポーツコーナーのBGMも2022年1月4日より変更された。なお、αismのBGMに変更はない。
2022年10月3日から、報道フロアの『Live News』ブランドのセットを一新して、スタジオセットが一新された。
三田は2022年いっぱいで、第一子出産のため降板。翌2023年からは内田の担当を月 - 水曜に変更し、木・金曜は2022年北京オリンピック期間中を中心に代行していた小澤陽子が正式なメーンキャスターに就任した。なお内田・小澤とも、三田や前番組の椿原慶子とは異なり、『Mr.サンデー』は兼務しない。
2023年3月27日から、番組開始以来初めてタイトルロゴ（「イット!」も同様、タイトル変更に伴い番組ロゴも『Live News』共通デザインのものではなくなった。）テロップ類、番組テーマ曲が一新され、新MCで堤礼実が月 - 木曜のメーンキャスターとして加入し、水・木曜のスポーツを担当している海老原優香が、金曜のメーンキャスターに就任することになった。なお、スポーツキャスターは引き続き担当する。22日から『フィギュア中継』も控えているため、小澤は3月17日に、内田は翌週20日に番組を降板し、21日から25日は海老原が代行した。
なお、本番組の週末版の位置づけで「News α プラス」が土曜夕方に不定期放送されており、2024年4月からはレギュラー放送を開始し、堤が担当。

## 出演者

### 現在
コメンテーター・気象予報士以外は、フジテレビアナウンサー。 ○は前番組『FNNプライムニュース α』から続投。
| 曜日                     | 月曜 | 火曜 | 水曜 | 木曜 | 金曜 |
| ------------------------ | --- | --- | --- | --- | --- |
| メーンキャスター         | 堤礼実 | 堤礼実 | 堤礼実 | 堤礼実 | 海老原優香 |
| キャスター（ナレーター） | 今湊敬樹 | 今湊敬樹 | 上中勇樹 | 上中勇樹 | 上中勇樹 |
| コメンテーター（交代制） | 萱野稔人○、石倉秀明、小泉耕二、渡辺広明、 山崎亮、長内厚、崔真淑、馬渕磨理子、 鈴木智子、山田悠史、稲葉可奈子、村上芽 | 萱野稔人○、石倉秀明、小泉耕二、渡辺広明、 山崎亮、長内厚、崔真淑、馬渕磨理子、 鈴木智子、山田悠史、稲葉可奈子、村上芽 | 萱野稔人○、石倉秀明、小泉耕二、渡辺広明、 山崎亮、長内厚、崔真淑、馬渕磨理子、 鈴木智子、山田悠史、稲葉可奈子、村上芽 | 萱野稔人○、石倉秀明、小泉耕二、渡辺広明、 山崎亮、長内厚、崔真淑、馬渕磨理子、 鈴木智子、山田悠史、稲葉可奈子、村上芽 | 萱野稔人○、石倉秀明、小泉耕二、渡辺広明、 山崎亮、長内厚、崔真淑、馬渕磨理子、 鈴木智子、山田悠史、稲葉可奈子、村上芽 |
| コメンテーター（交代制） | （不在） | （不在） | （不在） | （不在） | 松江英夫○ |
| 気象予報士（不定期）     | 望月圭子、徳田留美、樋口康弘                                                                                          | 望月圭子、徳田留美、樋口康弘                                                                                          | 望月圭子、徳田留美、樋口康弘                                                                                          | 望月圭子、徳田留美、樋口康弘                                                                                          | 望月圭子、徳田留美、樋口康弘                                                                                          |

### 過去

#### メーンキャスター・フィールドキャスター
| 2019.4.2 | 2020.3.27  | 三田友梨佳2・4  | 三田友梨佳2・4  | 三田友梨佳2・4    | 内田嶺衣奈5       | 今湊敬樹 3・8・12 | 今湊敬樹 3・8・12 | 安宅晃樹1・7 |
| 2020.3.30 | 2020.6.12  | 三田友梨佳4・9  | 三田友梨佳4・9  | 内田嶺衣奈5・9    | 内田嶺衣奈5・9    | 今湊敬樹 3・8・12 | 今湊敬樹 3・8・12 | 安宅晃樹1・7 |
| 2020.6.15 | 2020.9.18  | 三田友梨佳4     | 三田友梨佳4     | 三田友梨佳4       | 内田嶺衣奈5       | 今湊敬樹 3・8・12 | 今湊敬樹 3・8・12 | 安宅晃樹1・7 |
| 2020.9.21 | 2021.3.26  | 三田友梨佳4     | 三田友梨佳4     | 三田友梨佳4       | 内田嶺衣奈5       | 今湊敬樹8・12     | 安宅晃樹          | 安宅晃樹     |
| 2021.3.29 | 2022.1.27  | 三田友梨佳4     | 三田友梨佳4     | 三田友梨佳4       | 内田嶺衣奈5       | 今湊敬樹8・12     | 今湊敬樹8・12     | 黒瀬翔生6    |
| 2022.1.28 | 2022.2.28  | 三田友梨佳4     | 三田友梨佳4     | 三田友梨佳4       | 小澤陽子10        | 日替わり(後述)10  | 日替わり(後述)10  | 黒瀬翔生6    |
| 2022.3.1 | 2022.4.1   | 三田友梨佳4     | 三田友梨佳4     | 三田友梨佳4       | 内田嶺衣奈5       | 今湊敬樹6・8・12  | 今湊敬樹6・8・12  | 黒瀬翔生6    |
| 2022.4.4 | 2022.9.30  | 三田友梨佳4・13 | 三田友梨佳4・13 | 内田嶺衣奈11      | 内田嶺衣奈11      | 今湊敬樹6・8・12  | 今湊敬樹6・8・12  | 上中勇樹8    |
| 2022.10.3 | 2022.12.27 | 三田友梨佳4・13 | 三田友梨佳4・13 | 内田嶺衣奈11      | 内田嶺衣奈11      | 今湊敬樹6・8・12  | 上中勇樹8         | 上中勇樹8    |
| 2023.1.4 | 2023.3.17  | 内田嶺衣奈14    | 内田嶺衣奈14    | 小澤陽子8・15・16 | 小澤陽子8・15・16 | 今湊敬樹6・8・12  | 上中勇樹8         | 上中勇樹8    |
| 2023.3.20 | 2023.3.24  | 内田嶺衣奈      | 海老原優香      | 海老原優香        | 海老原優香        | 今湊敬樹6・8・12  | 上中勇樹8         | 上中勇樹8    |
| 2023.3.27 | 現在       | 堤礼実17        | 堤礼実17        | 堤礼実17          | 海老原優香6・12   | 今湊敬樹6・8・12  | 上中勇樹8         | 上中勇樹8    |
| - 出演当時全員フジテレビアナウンサー。 - 1 『FNNプライムニュース α』から続投。 - 2 『直撃LIVE グッディ!』から移行。 - 3 『プライムニュース イブニング』から移行。 - 4 『Mr.サンデー』アシスタントキャスターを兼務。 - 5 『Live News イット! Weekend』を兼務。 - 6 スポーツキャスターを兼務。 - 7 『Live News it!』月 - 水曜フィールドキャスターを兼務（2020年9月まで）。 - 8 競馬番組を兼務。 - 9 新型コロナウイルス対応のため曜日変更。 - 10 内田・今湊が2022年北京オリンピックの現地取材による代役(3月1日より復帰)。 - 11 『日曜報道 THE PRIME』ナレーションを兼務。 - 12 『プロ野球ニュース』を兼務。 - 13 産休のため降板。 - 14 『プライムオンラインTODAY』を兼務。 - 15 『Live News イット!』から移行。 - 16 『週刊プライムオンラインS』を兼務。 - 17 『めざまし8』から異動。 |            |                 |                 |                   |                   |                   |                   |              |

#### スポーツキャスター
| 期間 | 期間      | スポーツキャスター11・13     | スポーツキャスター11・13     | スポーツキャスター11・13     | スポーツキャスター11・13     | スポーツキャスター11・13 |
| 期間 | 期間      | 月・火曜                     | 水曜                         | 木曜                         | 金曜                         |                          |
| --- | --------- | ---------------------------- | ---------------------------- | ---------------------------- | ---------------------------- | ------------------------ |
| 2019.4.2 | 2020.4.17 | 内野泰輔1・4                 | 内野泰輔1・4                 | 内野泰輔1・4                 | 鈴木唯1・2・3                |                          |
| 2020.4.20 | 2020.6.12 | 内野泰輔4・5                 | 内野泰輔4・5                 | 鈴木唯2・3・ 5               | 鈴木唯2・3・ 5               |                          |
| 2020.6.15 | 2022.4.1  | 内野泰輔4・7                 | 内野泰輔4・7                 | 内野泰輔4・7                 | 鈴木唯2・3                   |                          |
| 2022.4.4 | 2022.7.1  | 内野泰輔4・7                 | 内野泰輔4・7                 | 内野泰輔4・7                 | 海老原優香6                  |                          |
| 2022.7.4 | 2022.9.30 | 今湊敬樹4・6・8              | 今湊敬樹4・6・8              | 海老原優香6                  | 海老原優香6                  |                          |
| 2022.10.3 | 2024.3.30 | 今湊敬樹4・6・8              | 海老原優香6・10              | 海老原優香6・10              | 松﨑涼佳3・9                 |                          |
| 2024.4.1 | 現在      | 『αすぽると!』へリニューアル | 『αすぽると!』へリニューアル | 『αすぽると!』へリニューアル | 『αすぽると!』へリニューアル |                          |
| - 出演当時全員フジテレビアナウンサー。 - 1 『FNNプライムニュース α』から続投。 - 2 『めざましテレビ』を兼務（担当曜日は同番組のページを参照）。 - 3 『S-PARK』を兼務（担当曜日は同番組のページを参照）。 - 4 競馬番組を兼務。 - 5 新型コロナウイルス対応のため曜日変更。 - 6 『プロ野球ニュース』を兼務。 - 7 スポーツ局への人事異動（スポーツ記者や中継ディレクターなど）のため降板 - 8 フィールドキャスターを兼務。 - 9 『ぽかぽか』を兼務。 - 10 メーンキャスター（金曜日）を兼務。 - 11 2024年3月までは、上中が不在時は、原則フィールドキャスターも兼務。 |           |                              |                              |                              |                              |                          |

#### コメンテーター
- 森田章 ○（水曜、2019年4月3日 - 2019年10月30日）

#### 2022年北京オリンピック取材時の代役
| 「FNN Live News α」 2022年北京オリンピック代理キャスター一覧 | 「FNN Live News α」 2022年北京オリンピック代理キャスター一覧                                                           |
| 滞在者                                                       | 代役者（日替わり担当者のみ記載）                                                                                       |
| ------------------------------------------------------------ | --- |
| 今湊敬樹                                                     | - 上中勇樹 2022年（1月31日・2月1日・8日・9日 1月14日 - 16日・21日・22日・28日） - 黒瀬翔生 2022年（2月2日・7日・23日） |

## 放送内容
長方形のパネル（『days』・『イット!』・『日曜報道 THE PRIME』と共用）に、放送当日（未明になってからの放送となった場合には放送前日）の1日に起こったニュースや「働く人」に"＋α"となる経済情報や企業の取材などのサムネイルが、放送する順番の番号と共に縦長に表示されている。メーンキャスターがまず見出しを読み上げた後、フィールドキャスター、もしくはナレーターがVTR中に原稿を読み上げる形式。また、ニュース内容によって、番組ロゴとそのBGMが流れた後、リモート出演の風間・コメンテーターとメインキャスターが簡単な会話を交えつつ、フリップを用いて解説したり、新橋などで「働く人」にインタビューしたり（後述「働く人のホンネ」）する。
その他、以下のコーナー群で成り立っている。
働く人のホンネ　What's your opinion?
新橋駅前などで、「働く人」に通常ニュースで取り上げられた内容についてインタビューを行う。
α ism
『THE NEWSα』時代から続くコーナーで、「働き方」のヒントになる（αな感性と定義）情報を紹介。主に企業のイノベーションや、持続可能な開発目標（SDGs）に対する取り組み、見本市・展覧会リポートが中心。時々三田または内田が、企業の取締役と対談を行う回がある。
真夜中のαストーリー
かつて『ユアタイム』で放送された「真夜中のお立ち台」及び『THE NEWSα』で放送された「お立ち台HERO」をリニューアルしたもの。2021年は放送されていない。
αすぽると!
2024年3月までは正式なコーナー名は無かった。2024年3月31日に土日の『すぽると!』が8年ぶりに復活するのと同時にコーナー名を変更。海老原・松﨑・福ノ上(ナレーション)はここから登場する。今湊は冒頭に『スポーツいつ見るの？今みないと！今湊です！』と自身の名前を掛けたアドリブを披露している。今っと発言した時に、片手を丸にして目に近づけて、見ている表現をしている。同コーナーで真夜中のαストーリーが放送されていた事があった。
前番組の「プライムニュースα」と同様に、専門のコメンテーターは常時出演せず、プロ野球のポストシーズンや、国際的なスポーツ大会（オリンピック、FIFAワールドカップ、世界柔道選手権、バレーボールの国際大会など）といった重要なスポーツイベントがある時に適宜登場する程度である。
天気予報
正式なコーナー名はなし。2018年10月以降の『FNNプライムニュース α』から引き続き、エンディングにて放送されるが、緊急ニュースが入るなどして割愛される場合もある。

## 放送時間
いずれも日本標準時（JST）。
放送開始 - 2025年3月31日
月曜 - 木曜 23時40分 - 0時25分
土曜（金曜深夜） 0時10分 - 0時55分
2025年4月1日 -
月曜 - 木曜 23時30分 - 0時15分
土曜（金曜深夜） 0時 - 0時45分
初回や最終回などによるドラマ枠の拡大やスポーツ中継の延長などにより、放送時間が繰り下げられる場合がある。また『世界柔道選手権』、『バレーボールワールドカップ』、日本国内の全放送機関（NHK、民放連）が加盟するジャパンコンソーシアム関与の近代オリンピックやFIFAワールドカップなどの特定スポーツ大会実施期間中はスポーツコーナーを拡大するため10分延長する場合もある。
特に、オリンピックとFIFAワールドカップ（2022年カタール除く）は、ジャパンコンソーシアムの枠組みの中での特番扱いとして、緊急を要する重大事件時以外はこれらのニュースから先に放送し、その後一般ニュース→特集→それ以外の一般スポーツニュースの流れで放送されている。
2019年9月19日までは、特番編成等で『金曜プレミアム』の時間拡大により、放送時間が変更される場合があった。
番組開始当初から年末年始は特番編成の都合上、概ね1週間程度放送休止となる。23時台もしくは翌0時台に代替として『FNNニュース』を放送する。

### 特番などによる放送の休止・内容・時間変更
- 2019年6月18日…22時22分頃に山形県沖地震が発生したことを受け、22時27分頃 - 19日（18日深夜）1時35分まで拡大放送。
- 2021年7月19日 - 8月6日、8月23日 - 9月3日及び2022年2月7日 - 2月18日…放送時間を5分延長し、東京オリンピック・東京パラリンピック及び北京オリンピック関連のニュースを番組冒頭に、ニュースを番組中盤に、その他のスポーツニュースを番組後半に放送する特別編成となった。なお、24日（23日深夜）、26日、8月2日、3日の放送は休止。
- 2021年10月7日…22時41分頃に千葉県北西部地震が発生した影響で報道特別番組が放送されたことから、放送時間を95分繰り下げ、翌8日の1時15分 - 2時に放送。スポーツニュースを除き地震情報のみで進行した。
- 2021年12月28日未明（27日深夜）…0時15分 - 0時40分に短縮して放送。
- 2021年12月28日…23時40分 - 29日（28日深夜）0時05分に短縮して放送。
- 2022年3月16日…放送開始直前の23時36分に福島県沖地震が発生したことを受け、終始報道特別番組態勢をとった。
- 2022年3月22日…前述の影響で『乃木坂46のザ・ドリームバイト!〜働き方改革!夢への挑戦!〜』を休止させた上、23時30分から10分前拡大をして放送。
- 2022年4月15日（14日深夜）…14日放送分をもともと本来より15分繰り下げて放送する予定だったが、22時台の番組が変更となったことを受け、0時10分 - 0時55分の放送となった。
- 2022年7月8日…当日発生した安倍晋三銃撃事件のニュースを中心に放送するため、『〜イット!』をベースにした報道特別番組『FNN緊急特報』を放送（19時 - 0時10分）[注 7]。そして当番組の時間である0時10分 - 0時55分にも『イット!』のフォーマットで報道特別番組を放送した[注 8]。この際、通常左上に表示される「イット!」のロゴ等は表示されなかったもののテロップやスタジオは『イット!』から継続された。
- 2023年11月21日…当番組以前に北朝鮮のミサイル発射に伴うJアラート発令に関する緊急ニュースが放送されたため、60分繰り下がり翌22日0時40分 - 1時25分に放送。
- 2024年4月17日…当番組以前に豊後水道地震の緊急ニュースが放送されたため、30分繰り下がり翌18日0時10分 - 0時55分の放送となった。
- 2024年5月27日…当番組以前に北朝鮮のミサイル発射に伴うJアラート発令に関する緊急ニュースが放送されたため、30分繰り下がり翌28日0時10分から放送。
- 2025年1月14日（13日深夜）…13日放送分をもともと本来より30分繰り下げて放送する予定だったが、13日夜に日向灘を震源とする震度5弱の地震に伴う南海トラフ地震に関連する情報に関する緊急ニュースが放送されたため、さらに30分繰り下がり0時40分からの放送となった。

- 2025年1月以降は、男性タレント（当時）と本番組制作局のフジテレビ、および親会社のフジ・メディア・ホールディングスに関する一連の騒動による放送休止・時間変更の影響が出た。
  - 2025年1月27日…上記に関連した『緊急特報フジテレビ経営陣会見』のため休止[15]。
  - 2025年1月28日…22時54分 - 23時のミニ番組『地球との約束～心に刻む景色～』の放送休止に伴い、当該枠で本番組をベースにしたスポットニュース『Live News＆天気』を放送。なお、この前日にも同様に『ビジネスSwitch～時代を照らす企業の戦略』の代替番組として『Live News＆天気』が編成されていたが、前述の『フジテレビ経営陣会見』のため休止した。また、翌日や翌週以降の各ミニ番組も順次休止となるが、いずれも別の代替番組（主に番組宣伝やFODのPR番組）が編成されており、結果的に『Live News＆天気』の放送はこの日1回限りとなっている（同年4月時点）。
  - 2025年1月28日から3月25日までの火曜日…直前枠の『MLB SHOW-TIME』の放送休止に伴い、火曜日のみ10分前拡大（23時30分開始）で放送[16]。

- 2025年7月30日…当日発生したカムチャツカ半島地震による津波警報のニュースを中心に放送するため、『週刊ナイナイミュージック』を休止させた上、23時から30分前拡大をして放送。

## テーマ曲
| 期間                          | 作曲           | 備考                                                                                           |
| ----------------------------- | -------------- | ---------------------------------------------------------------------------------------------- |
| 2019年4月2日 - 2021年10月2日  | 作曲：小島裕規 | CM前、番組開始前の5秒予告、天気予報後の提供読みのBGMは、番組ですべて同一のものを使用していた。 |
| 2021年10月4日 - 2023年3月24日 | 作曲：小島裕規 | 先代をアレンジしたものが使用されていた。                                                       |
| 2023年3月27日 - 現在          | 作曲：小島裕規 | 先代をアレンジしたものが使用されている。                                                       |

## ネット局
| 放送対象地域   | 放送局                      | 系列           | 放送日時       | 放送日時         |
| 放送対象地域   | 放送局                      | 系列           | 月 - 木曜      | 土曜（金曜深夜） |
| -------------- | --------------------------- | -------------- | -------------- | ---------------- |
| 関東広域圏     | フジテレビ（CX） 【制作局】 | フジテレビ系列 | 23:30 - 翌0:15 | 0:00 - 0:45      |
| 北海道         | 北海道文化放送（UHB）       | フジテレビ系列 | 23:30 - 翌0:15 | 0:00 - 0:45      |
| 岩手県         | 岩手めんこいテレビ（mit）   | フジテレビ系列 | 23:30 - 翌0:15 | 0:00 - 0:45      |
| 宮城県         | 仙台放送（OX）              | フジテレビ系列 | 23:30 - 翌0:15 | 0:00 - 0:45      |
| 秋田県         | 秋田テレビ（AKT）           | フジテレビ系列 | 23:30 - 翌0:15 | 0:00 - 0:45      |
| 山形県         | さくらんぼテレビ（SAY）     | フジテレビ系列 | 23:30 - 翌0:15 | 0:00 - 0:45      |
| 福島県         | 福島テレビ（FTV）           | フジテレビ系列 | 23:30 - 翌0:15 | 0:00 - 0:45      |
| 新潟県         | NST新潟総合テレビ（NST）    | フジテレビ系列 | 23:30 - 翌0:15 | 0:00 - 0:45      |
| 長野県         | 長野放送（NBS）             | フジテレビ系列 | 23:30 - 翌0:15 | 0:00 - 0:45      |
| 静岡県         | テレビ静岡（SUT）           | フジテレビ系列 | 23:30 - 翌0:15 | 0:00 - 0:45      |
| 富山県         | 富山テレビ（BBT）           | フジテレビ系列 | 23:30 - 翌0:15 | 0:00 - 0:45      |
| 石川県         | 石川テレビ（ITC）           | フジテレビ系列 | 23:30 - 翌0:15 | 0:00 - 0:45      |
| 福井県         | 福井テレビ（FTB）           | フジテレビ系列 | 23:30 - 翌0:15 | 0:00 - 0:45      |
| 中京広域圏     | 東海テレビ（THK）           | フジテレビ系列 | 23:30 - 翌0:15 | 0:00 - 0:45      |
| 近畿広域圏     | 関西テレビ（KTV）           | フジテレビ系列 | 23:30 - 翌0:15 | 0:00 - 0:45      |
| 島根県・鳥取県 | さんいん中央テレビ（TSK）   | フジテレビ系列 | 23:30 - 翌0:15 | 0:00 - 0:45      |
| 岡山県・香川県 | 岡山放送（OHK）             | フジテレビ系列 | 23:30 - 翌0:15 | 0:00 - 0:45      |
| 広島県         | テレビ新広島（TSS）         | フジテレビ系列 | 23:30 - 翌0:15 | 0:00 - 0:45      |
| 愛媛県         | テレビ愛媛（EBC）           | フジテレビ系列 | 23:30 - 翌0:15 | 0:00 - 0:45      |
| 高知県         | 高知さんさんテレビ（KSS）   | フジテレビ系列 | 23:30 - 翌0:15 | 0:00 - 0:45      |
| 福岡県         | テレビ西日本（TNC）         | フジテレビ系列 | 23:30 - 翌0:15 | 0:00 - 0:45      |
| 佐賀県         | サガテレビ（STS）           | フジテレビ系列 | 23:30 - 翌0:15 | 0:00 - 0:45      |
| 長崎県         | テレビ長崎（KTN）           | フジテレビ系列 | 23:30 - 翌0:15 | 0:00 - 0:45      |
| 熊本県         | テレビ熊本（TKU）           | フジテレビ系列 | 23:30 - 翌0:15 | 0:00 - 0:45      |
| 鹿児島県       | 鹿児島テレビ（KTS）         | フジテレビ系列 | 23:30 - 翌0:15 | 0:00 - 0:45      |
| 沖縄県         | 沖縄テレビ（OTV）           | フジテレビ系列 | 23:30 - 翌0:15 | 0:00 - 0:45      |

なお、日本テレビ系列とのクロスネット局であるテレビ大分・テレビ宮崎は『news zero』をネットしている関係で、当番組は非ネット。

## ローカル枠のネット状況

### 備考
- 一部地域では、スポーツコーナー終了後のCM明けのニュースパートをローカルニュースに差し替えている。
- 福井テレビでは『協力：中日新聞』と表示されている。